# Střední průmyslová škola Chomutov
Střední průmyslová škola a Vyšší odborná škola je střední škola a vyšší odborná škola s technickým zaměřením v městě Chomutov. Sídlí ve Školní ulici téměř v centru města. V rámci středoškolského studia nabízí  pět specializací a dva obory vyššího odborného vzdělání.

## Úvod
Vznik a založení průmyslové školy v Chomutově je úzce spjat s bouřlivým rozvojem průmyslu ve městě v druhé polovině 19. století. V letech 1870-71 byla v Chomutově založena Krušnohorská železářská a ocelářská společnost a v roce 1872 zahájil provoz železářský a ocelářský závod se slévárnou a strojírnou Mannesmanovy závody. Ve městě působily i další menší průmyslové podniky, smaltovna a slévárna Pehr, Heegerova hřebíkárna, továrna na výrobu plechových hrnců a konzervových krabic a řada dalších. Díky tomu také rostla poptávka po odborně vyškoleném a vzdělaném dorostu. Podnět k založení odborné školy vzešel od chomutovské obce. V roce 1872 napsalo městské zastupitelstvo rakouskému ministerstvu žádost o zřízení mechanicko-technických výukových dílen a zároveň se zavázalo zajistit pro školu vhodnou budovu. Výnosem ministerstva obchodu ze dne 31. července 1873 bylo zřízení školy s názvem Mechanisch - technische Lehrwerkstätten des Handelsministeriums povoleno. Název byl záhy upřesněn na K. k. Maschinen-gewerbliche Fachschule mit Lehrwerkstätten in Komotau (C. k. odborná škola strojírenská s učebními dílnami v Chomutově). V té době se jednalo o první školu toho druhu v Rakousko – Uhersku.

## Historie
- 31.7.1873 dle výnosu c.k.ministersta obchodu bylo povoleno v Chomutově zřídit školu  pod názvem c.k. Mechanicko-technické učební dílny v Chomutově[3]
- 16. července 1874 položen základní kámen školy. Plány budovy vytvořil inženýr Theodor Reuter, který se stal prvním ředitelem školy.[4] [5]
- 24. října 1874 slavnostní otevření budovy a slavnostní zápis
- 26. října 1874 zahájení vyučování s 24 žáky[4]

- 1883 - nový výstižný název Odborná průmyslová škola strojní s výukovými dílnami
- 7. května 1901 usnesení zastupitelstva města o výstavbě nové budovy pro Odbornou průmyslovou školu strojní a elektrotechnickou v ulici U sirotčince (dnes Školní ulice)
- 1901 - na podzim zahájena výstavba podle plánů vídeňského architekta Adalbert Pasdirek-Coreno
- 16. září 1902 zahájena výuka v nové budově školy.

- 1904 - zřízena dvouletá mistrovská škola mechanicko-technického směru Odborná škola pro strojnictví a elektrotechniku[4]
- 1909 - přejmenováno na Státní průmyslová škola[4]
- 1912 - snížení vyučovacích hodin z 54 na 48 a zavedeno nepovinné vyučování českého jazyka

Škole bylo přiznáno právo konat mistrovské zkoušky kovářů, zámečníků, slévačů, soustružníků a strojníků 
- 1914 -1918 částečný útlum výuky, kurzy pro válečné invalidy, částečně ubytovací prostory pro vojsko
- 1924 - vznik Vyšší  průmyslové školy elektrotechnické  v Chomutově [4]
- 1926 - Rozšíření budovy školy o další patro.

- 1928 - 37 studentů složilo první maturitní zkoušky
- 1938 - zrušena výuka českého jazyka
- 1. října 1945 obnovena výuka
- 1992 - zahájen vzdělávací experiment v podobě interdisciplinárního oboru "Elektrotechnika a strojírenství"
- 2005 - zahájena spolupráce s Univerzitou J.E. Purkyně – kombinované bakalářské studium obor počítačové modelování ve výrobě, vědě a technice
- 2009 - zahájeno vzdělávání podle vzdělávacího programu Elektrotechnika a strojírenství

- 2010 - reakreditované studijní programy Vyšší odborné školy – Výpočetní systémy  a Informatika ve státní správě
- 2012 - elektronizace administrativy, zavedení elektronické třídní knihy
- 2014 - oslavy k výročí 140 let založení školy
- 2015 - otevření první třídy oboru Technický management, prodloužení akreditace Vyšší odborné školy

## Ředitelé Střední průmyslové a Vyšší odborné školy v Chomutově
| Pořadí | Jméno                   | Období působení |
| ------ | ----------------------- | --------------- |
| 1      | Ing. Theodor Reuter     | 1874–1881       |
| 2      | Ing. Alfred Musil       | 1881–1882       |
| 3      | Ing. Moriz Prasch       | 1882–1900       |
| 4      | Ing. Josef Reichl       | 1900–1909       |
| 5      | Ing. Hugo Lipovský      | 1909–1921       |
| 6      | Ing. Wenzel Seliger     | 1921–1931       |
| 7      | Ing. Eugen Sturm        | 1931–1945       |
| 8      | Ing. Jan Bohdanecký     | 1946–1949       |
| 9      | Ing. Václav Klepl       | 1949–1967       |
| 10     | Ing. Jiří Lorenc        | 1968–1989       |
| 11     | Ing. Josef Hassmann CSc | 1989–1996       |
| 12     | Ing. Jiří Lorenc ml.    | 1997–2005       |
| 13     | Ing. Jan Lacina         | 2005–současnost |

## Studijní obory
V počátku se  výuka na škole členila na Odbornou školu pro stavitelství a Mistrovskou školu mechanicko-technickou. Týdně se vyučovalo 54 hodin členěných na teoretickou a praktickou výuku. Délka vzdělávání byla 2 roky.
V roce 1900 byl zřízen jednoroční elektrotechnický kurz
S rozvojem techniky se na škole začaly vyučovat předměty elektrotechnické. Dílny a laboratoře byly v roce 1918 vybaveny zařízením na elektrický pohon.
V roce 1959 byl zaveden nový učební obor Měřicí a automatizační technika.
Od roku 1967 byla povinná volba dalšího cizího jazyka kromě ruštiny.
Od roku 1976 byl otevřen obor Výpočetní technika.
V roce 1992 byl zaveden vzdělávací experiment, který spočíval v zavedení jednoho univerzálního interdisciplinárního oboru nazvaného "Elektrotechnika a strojírenství".

### Současnost
Studijní obor Elektrotechnika je realizován podle vzdělávacího programu Elektrotechnika a strojírenství, je specifický tím, že první dva ročníky studia jsou společné pro všechna odborná zaměření a svým obsahem vytvářejí nezbytný základ technických znalostí a dovedností. Studium je čtyřleté, denní. Na základě osobního zájmu a prospěchu si žák po absolvování prvních dvou let studia volí jednu z pěti možných specializací.

#### Automatizační systémy
Obsahem oboru je základní elektrotechnické vzdělání s prvky elektroniky, strojírenství a programování tak, jak to dnešní stav automatizační techniky vyžaduje. Při této přípravě se využívá přirozeného zájmu žáků o moderní techniku a nové trendy v oblasti informační a komunikační techniky. 

#### Silnoproudá elektrotechnika
Obsahem oboru je základní vzdělání v nejrůznějších oblastech silnoproudé elektrotechniky a energetiky, získání informací  o výrobě a rozvodech elektrické energie, světelné a elektrotepelné technice, el. pohonech, řídicí a regulační technice a dalších alternativních zdrojích. 

#### Automatizovaná konstrukce ve strojírenství
Obsahem oboru jsou odborné znalosti oblasti strojírenské technologie, CAD, CAM, konstrukce a výroby strojních zařízení včetně jejich měření a kontroly. 

#### Technický management
Obsahem oboru je kombinace znalostí z oblasti elektrotechniky a ekonomiky, získání teoretických i praktických znalosti v oblasti výroby elektrické energie s přesahem do sféry technicko ekonomické. 

#### Výpočetní systémy
Obsahem oboru jsou znalosti z oblasti programování, databází, správy síťové topologie, diagnostiky počítače a principů fungování, součástí je též tvorba a správa webových stránek a aplikací. 

#### Vyšší odborná škola
Je forma pomaturitního vzdělávání, které je denní, tříleté. Vzdělávací program je akreditovaný od roku 2010. Studium je zakončeno absolutoriem, jež se skládá z obhajoby absolventské práce, zkoušky z odborných předmětů a zkoušky z cizího jazyka. Absolvent získává diplom a titul Diplomovaný specialista v oboru – DiS. Součástí vzdělávacího programu je půlroční praxe, kterou studenti absolvují v průběhu třetího ročníku u firmem našeho regionu. Studenti na VOŠ platí školné. 

##### Výpočetní systémy
Obsahem oboru je zavádění výpočetní techniky, její diagnostika, programování a technické řešení počítačových sítí v nejrůznějších odvětvích průmyslu, služeb i obchodu. 

##### Veřejnosprávní činnost s podporou ICT
Obsahem oboru je příprava na řízení či samostatnou činnost v oblasti účetnictví, daňové specializace, personalistiky, správní nebo zprostředkovatelské činnosti a řízení jakosti.

## Budova školy
Dle výnosu c.k.ministerstva obchodu bylo povoleno v Chomutově zřídit školu c.k. Mechanicko-technické učební dílny v Chomutově. Město se zavázalo, že ponese náklady na vybudování a provoz školy. První budova školy byla postavena na Pražské ulici. U návrhu této budovy stál první ředitel školy Ing. Theodor Reuter. Tato budova  byla přízemní a měla 17 učeben. Budova dodnes stojí a je komerčně využívána.
V roce 1901 byly zahájeny práce na výstavbě nové budovy školy ve Školní ulici. Architektonický návrh secesní budovy je prací atelieru Pazdirek-Coreno, Vídeň. Secesní budova byla  jednopatrová s průčelím zdobeným jmény  významných techniků. Nad vchodem školy visela plastika rakouského orla.  Nad římsou byly umístěny dvě alegorické sochy v nadživotní velikosti jejichž autoři byli profesor Černil (socha Strojírenství) a c.k. učitel Suchomel (socha Elektrotechnika) z odborné školy sochařské a kamenické v Hořicích.
Vznik Vyšší průmyslové školy elektrotechnické  v Chomutově a velký zájem o technické vzdělání vedl  v roce 1926/1927 k rozšíření školy o další patro, čímž získala dnešní podobu. 
V současnosti  má škola 24 učeben, 13 laboratoří a dílenské prostory.  
Na pozemku školy je umístěna socha akademického sochaře Kamila Sopka  "Pocta F. J. Gerstnerovi" v upomínku významného chomutovského rodáka Františka Josefa Gerstnera, který se významným způsobem zasloužil o rozvoj českého technického školství.